# Михайло Дамаскин

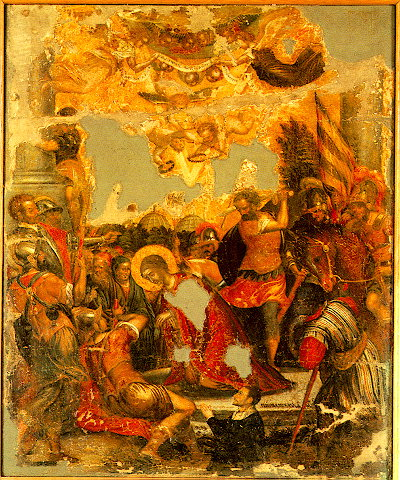
Відсічення голови св. Параскеви Михайла Дамаскина, Музей Канеллопулоса

Михайло (Михаї́л) Дамаски́н (1530 (1535) — 1592) — грецький художник, провідний представник «критської школи» XVI—XVII стст.
Дуже мало достеменно відомо про життя Михайла Дамаскина. Народився майстер в Іракліоні. Навчався у школі при храмі Святої Катерини, згодом працював на Криті, Корфу, у теперішній Боснії та Герцоговині тощо. З 1574 р. проживав у Венеції, проте в 1582 р. повернувся на Крит.
Працював Михаїл Дамаскин у різних стилях. Він змішував візантійські традиції із сучасними західними (венеціанськими) віяннями у живописі і був першим, хто ввів блідий колір людської шкіри у суворі візантійські образи. 
Ікона «Відсічення голови святої Параскеви» містить оригінальний підпис майстра, нині зберігається в афінському Музеї Канеллопулоса.